# Verwaltungsgericht der Vereinten Nationen
Das Verwaltungsgericht der Vereinten Nationen (englisch United Nations Administrative Tribunal, UNAT; französisch Tribunal administratif des Nations Unies, TANU) war ein internationales Gericht mit Zuständigkeit für die dienstrechtlichen Belange der Mitarbeiter der Vereinten Nationen (UN). Es entstand auf der Basis der Resolution 351 A (IV) der UN-Generalversammlung vom 24. November 1949 und nahm im folgenden Jahr seine Arbeit auf. Durch die Resolution 63/253 der UN-Generalversammlung vom 17. März 2009 wurde das Gericht zum 31. Dezember 2009 aufgelöst zugunsten eines neu geschaffenen Gerichtssystems, das aus dem United Nations Dispute Tribunal als Gericht erster Instanz und dem United Nations Appeals Tribunal als Berufungsgericht besteht.

## Zuständigkeit und Rechtsgrundlagen
Die Zuständigkeit des Verwaltungsgerichts der Vereinten Nationen umfasste dienstrechtliche Streitfälle zwischen den UN und ihren Mitarbeitern. Dies schloss Fälle mit ein, welche die Altersversorgung für UN-Mitarbeiter betrafen, und zwar auch für die am UN-Pensionssystem beteiligten UN-Sonderorganisationen, unabhängig davon, ob das Gericht für deren sonstige arbeitsrechtliche Angelegenheiten zuständig war. Die Internationale Seeschifffahrts-Organisation und die Internationale Zivilluftfahrt-Organisation hatten darüber hinaus die Zuständigkeit des Gerichts für alle arbeitsrechtlichen Belange ihrer Mitarbeiter anerkannt. Außerdem war das Gericht zuständig für die Klagen von Mitarbeitern der Geschäftsstellen des Internationalen Gerichtshofs und des Internationalen Seegerichtshofs sowie für die Mitarbeiter der Internationalen Meeresbodenbehörde.
Die Rechtsgrundlagen des Verwaltungsgerichts der Vereinten Nationen waren das durch die Resolution 351 A (IV) zur Gründung beschlossene Statut in der letzten Fassung vom 13. April 2005 sowie die vom Gericht am 7. Juni 1950 verabschiedeten Verfahrensregeln in der letzten Fassung vom 27. Juli 2004.

## Organisation und Arbeitsweise
Das Verwaltungsgericht der Vereinten Nationen setzte sich aus sieben Richtern zusammen, von denen keine zwei aus demselben Land stammen durften. Die Ernennung erfolgte durch die UN-Generalversammlung für eine Amtszeit von vier Jahren, nach deren Ablauf einmal eine Wiederernennung möglich war. Entscheidungen des Gerichts wurden durch Panel aus jeweils drei Richtern mit einfacher Mehrheit getroffen. Das Gericht tagte zweimal im Jahr für jeweils fünf Wochen, mit je einer Sitzung im Sommer in Genf und im Herbst in New York.
Voraussetzung für die Annahme von Anträgen durch das Gericht war im Regelfall die vorherige Anrufung des Joint Appeals Body und dessen Abgabe einer Stellungnahme an den UN-Generalsekretär. Bei einer Stellungnahme des Joint Appeals Body zugunsten des betroffenen Mitarbeiters war dessen Klage vor dem Gericht nur zulässig, wenn der UN-Generalsekretär die Stellungnahme nicht akzeptierte oder die darin enthaltenen Empfehlungen nicht umsetzte. Pro Jahr fällte das Gericht etwa 60 Entscheidungen. Die Gesamtzahl der Urteile in der Geschichte des Gerichts beträgt rund 1.400.